# Astacilla gorgonophila
Astacilla gorgonophila es una especie de crustáceo isópodo marino de la familia Arcturidae.

## Distribución geográfica
Se distribuye por el mar Mediterráneo occidental y la zona del estrecho de Gibraltar.